# Korpus karabinjerjev
Korpus karabinjerjev (tudi Karabinjerski korpus; uradno italijansko Arma dei carabinieri, Veja karabinjerjev; splošno le Karabinjerji) je nacionalna žandarmerija Kraljevine Sardinije, Kraljevine Italije in sedanje Republike Italije, ki ima policijska pooblastila tako nad civilnimi kot vojaškimi osebami. 
Od leta 2000 so karabinjerji uradno četrta veja Italijanskih oboroženih sil (vključno s Italijansko kopensko vojsko, Italijansko vojno mornarico in Italijanskim vojnim letalstvom), s čimer se je končala njihova dolgoletna vloga prvega korpusa Italijanske kopenske vojske.

## Zgodovina
Karabinjerje je ustanovil kralj Viktor Emmanuel I. z namenom zagotoviti Kraljevini Sardiniji policijsko silo. Prvotno je vlogo sardinske policije opravljal Korpus dragoncev Sardinije, ki je bil ustanovljen leta 1726 in bil sestavljen iz prostovoljcev. Potem ko je Francija konec 18. stoletja okupirala Torino in ga pozneje predala Kraljevini Piemont, je Viktor Emmanuel I. 13. julija 1814 izdal kraljevi patent, s katerim je bil ustanovljen Korpus kraljevih karabinjerjev.
Leta 1868 so znotraj karabinjerjev ustanovili Kirasirski polk Kirasirski polk (Corazzieri), katerega pripadniki so zagotavljali kraljevo častno gardo; od leta 1946 slednjo nalogo opravljajo za predsednika Italije.
Z združitvijo Italije v Kraljevino Italijo so karabinjerji doživeli razširitev dolžnosti po celotni novi državi in bili 24. januarja 1861 imenovani za prvo silo novih italijanskih oboroženih sil.
V času fašističnega režima Benita Mussolinija so karabinjerji zatirali protirežimsko delovanje, kot tudi opravljali okupacijske naloge v novozasedenih področjih Italijanskega imperija. V sklopu Italijanske afriške policije so bili karabinjerji vpleteni v vojne zločine na področju kolonialne Italijanske Vzhodne Afrike med druge italijansko-abesinske vojne. Med drugo svetovno vojno so bili karabinjerji kot del oboroženih sil (pri čemer so opravljali dolžnost vojaške policije) vpleteni v bojevanje proti zaveznikom ter predstavljali policijsko silo na področjih zasedene Kraljevine Italije.
Potem, ko je Mussolini 25. julija 1943 izgubil zaupanje Velikega fašističnega sveta, so ga aretirali karabinjerji in ga zaprli v Campo Imperatore. Po italijanski kapitulaciji 3. septembra istega leta so se karabinjerji razdelili, kot se je razdelila tudi Italija. Na severu je bila ustanovljena Italijanska socialna republika, ki je karabinjerje vključila v Črne brigade (ki so predvsem delovali protigverilsko), medtem ko je na jugu ostala Kraljevina Italija, kjer so ustanovili Karabinjersko poveljstvo za osvobojeno Italijo. Zaradi vloge karabinjerjev pri padcu Mussolinija in ker sta bili edini dve enoti, ki sta se borili proti nemški okupaciji Rima, bila Pehotna divizija Granatieri di Sardegna in 2. karabinjerski kadetski bataljon, Nemci niso smatrali karabinjerje za lojalno silo, zaradi česar so 7. oktobra 1943 razpustili vse karabinjerske enote. Pozneje so Nemci pričeli tudi z aretacijo karabinjerjev in jih nato poslani v Nemčijo na prisilno delo, zaradi česar se je večje število karabinjerjev priključilo italijanskemu odporniškemu gibanju; od okoli 14.000 jih je med vojno padlo najmanj 2.735 in bilo ranjenih 6.500 partizanskih karabinjerjev. V Jugoslaviji so karabinjerji ustanovili bataljon italijanske partizanske Divizije Garibaldi, ki je v boju izgubil več kot 80% pripadnikov.
Novoustanovljena Republika Italija je obdržala karabinjerjev in jim namenila isto vlogo kot prej: nacionalna žandarmerija. Od 31. marca 2000 je bil dotedanji Korpus karabinjerjev povzdignjen v Vejo karabinjerjev, s čimer je pridobil status četrte veje Italijanskih oboroženih sil. Karabinjerji pa so v zadnjih letih pričeli sodelovati tudi v mednarodnih misijah, vključno na Kosovu, v Afganistanu in v Iraku. Leta 2004 so karabinjerjem na konferenci skupine G8 na Sea Islandu dodelili mandat za ustanovitev Centra odličnosti za stabilizacijske policijske enote (Centro di Eccellenza per le Stability Police Units), ki je namenjen razvoju usposabljanja in doktrine za civilne policijske enote, ki so namenjene za mednarodne mirovne misije.

## Organizacija
Centralna organizacija
- Poveljujoči general Korpusa karabinjerjev (Comandante Generale)
- Poveljujoči vicegeneral Korpusa karabinjerjev (Vice Comandante Generale)
- Načelnik Generalštaba Korpusa karabinjerjev (Capo di Stato Maggiore)

Teritorialna organizacija
Trenutno so karabinjerji teritorialno razdeljeni na:
- pet Medregijskih poveljstev (Comandi Interregionali),
- devetnajst Legijskih poveljstev (Comandi di Legione),
- stodve Provincionalni poveljstvi (Comandi Provinciali),
- enajst Poveljstev skupine (Comandi di Gruppo),
- 539 poveljstev oddelkov ali čet (Comandi di Reparto Territoriale o Compagnia),
- 45 poročništev (Tenenze) in
- 4623 postaj (Stazioni).

Administrativna organizacija
- Karabinjerska častniška šola,
- Karabinjerska maršalsko-brigadirska šola,
- Karabinjerske študentske legije,
- Šola za izboljševanje,
- Center za tuje jezike
- Center za aplikacijsko psihologijo pri usposabljanju
- Višji inštitut za preiskovalne tehnike
- Karabinjerski športni center

Mobilna in specialna organizacija
- Poveljstvo mobilnih in specializiranih enot Korpusa karabinjerjev

- Divizija mobilnih enot

- 1. mobilna brigada
- 2. mobilna brigada

- Center odličnosti za stabilizacijske policijske enote
- Karabinjersko poveljstvo Ministrstva za zunanje zadeve Italije
- Raggruppamento Operatio Speciale
- Divizija specialnih enot